# Simone Bacci
Vous venez d’apposer le modèle de débat d'admissibilité.
Avant toute chose, veuillez créer la page de débat correspondante en cliquant ici.
- Une fois la page de vote initialisée, rafraîchissez cette page, et le bandeau prendra son aspect définitif.
- Si votre débat d'admissibilité est groupé (le motif et l’argumentation doivent être les mêmes), modifiez cette page pour ajouter au modèle le paramètre « cat » suivi du nom de la page de discussion de l’article pour lequel la page de débat existe déjà (ex. : cat=Discussion:Nom_de_l'autre_article). Ensuite, suivez les nouvelles instructions qui apparaissent.
- Vous pouvez également utiliser le paramètre « type » pour faciliter l’accès aux critères d’admissibilité. Exemple : {{suppression|type=mot-clé}}. Liste des mots-clés existants : fiction, musique, art visuel, fanzine, jeu de société, porno, sportif, association, enseignement, société, site web, route, nombre, (Liste complète ici).

| 1. | Créez la page de débat d'admissibilité.                                                                      | Sauvegardez d’abord la page pour l’initialiser puis indiquez votre motivation.      |
| 2. | Important : ajoutez une entrée dans la section Débat d'admissibilité du jour.                                | Utilisez ce texte : *{{L\|Simone Bacci}}                                            |
| 3. | Pensez à informer les contributeurs principaux de la page et les projets associés lorsque cela est possible. | Utilisez ce texte : {{subst:Avertissement débat d'admissibilité\|Simone Bacci}}~~~~ |

Simone Bacci, né en 1986 à Modène (Italie), est un professeur agrégé d'italien, interprète de conférence et chercheur en linguistique italien. Il est actuellement enseignant au sein du département de Langues Étrangères Appliquées (LEA) de l'Université de Strasbourg,,,,,,,,,.

## Formation et parcours professionnel
Après avoir obtenu un baccalauréat en langues étrangères à Modène, Simone Bacci a poursuivi ses études à la Scuola Superiore di Lingue Moderne per Interpreti e Traduttori (SSLMIT) de Trieste, où il est devenu interprète de conférence en français et en russe. Il a ensuite enseigné l'italien en Italie, en Russie et en France. Docteur en sciences du langage, il a soutenu en 2023 une thèse intitulée La traduction française de la série Gomorra, sous la direction de Thierry Grass.

## Activités professionnelles
À l'Université de Strasbourg, Simone Bacci enseigne la grammaire italienne, la langue italienne orale et écrite, ainsi que la culture générale. Il est également responsable du cours de culture générale, membre de l'équipe stage et coordinateur des relations internationales pour les étudiants italiens en mobilité sortante.
En tant qu'interprète et traducteur, il a collaboré avec l'écrivain Roberto Saviano lors de rencontres avec la presse francophone, notamment pour la promotion du roman graphique Je suis toujours vivant.

## Publications
Simone Bacci est l'auteur du cahier d'activités Autostrada B2-C1 (Éditions Ellipses) et co-auteur de la collection Dai! (Éditions Casa delle Lingue). En 2024, il a publié Sous-titrer le dialecte: professionnels, amateurs et IA face à la série Gomorra aux Éditions L'Harmattan, une monographie issue de sa thèse de doctorat, primée par l'École Doctorale des Humanités de l'Université de Strasbourg.

## Recherches
Ses recherches portent sur la traductologie, la sociolinguistique et la didactique de l'italien. Il s'intéresse particulièrement à la traduction de la variation linguistique, au napolitain et à l'œuvre de Roberto Saviano.